# Hidalgo, Tamaulipas
Hidalgo là một đô thị thuộc bang Tamaulipas, México. Năm 2005, dân số của đô thị này là 23357 người.